# 191P/McNaught
191P/McNaught, komet Jupiterove obitelji